# Quinto Fufio Caleno
Quinto Fufio Caleno (lat. Quintus Fufius Q. f. C. n. Calenus; ... – Alpi, giugno 40 a.C.) è stato un politico e militare romano.

## Biografia
Nel 61 a.C. fu tribuno della plebe e riuscì a far assolvere Publio Clodio Pulcro, che aveva profanato i riti della Bona Dea e di ciò fu in seguito accusato da Cicerone.
Quindi come pretore prese parte nel 59 a.C. per Cesare. Fece approvare la lex Fufia de comitiis, che di fatto permetteva il controllo delle giurie.
Nel 51 a.C. combatté in Gallia come legato di Cesare. Lo stesso fece nella guerra contro Pompeo ed in Spagna nel 49 a.C.
Nel ritorno dall'Hispania perdette trenta navi della flotta affidatagli a causa di un colpo di mano di Marco Calpurnio Bibulo. Ciononostante assoggettò parte della Grecia, ma non partecipò alla battaglia di Farsalo. In seguito prese parte alla guerra civile alessandrina.
Nel 47 a.C. fu eletto console con P. Vatinio grazie all'influenza di Cesare. Dopo la morte di Cesare si schiererà con i triumviri e poi si unì a Marco Antonio, quando questi ruppe con Ottaviano.
Fu avversario di Cicerone, che lo odiava. Nel 43 a.C. si oppose in senato alla proposta di Cicerone di iniziare una guerra contro Marco Antonio.
Morì nel giugno del 40 a.C., mentre si trovava ai piedi delle Alpi con le sue truppe, pronto a marciare contro Ottaviano. Il figlio, che prese il suo posto, schierò invece le truppe contro Marco Antonio parteggiando per il nipote di Cesare.